# Frank Ludlow
Frank Ludlow (Londra, 10 agosto 1885 – 27 marzo 1972) è stato un ufficiale e naturalista britannico che partecipò alla missione diplomatica britannica a Lhasa.

## Biografia
Ludlow nacque a Chelsea e studiò al Sidney Sussex College dell'Università di Cambridge, dove ottenne un bachelor of arts in scienze naturali nel 1908. Durante questo periodo, studiò botanica sotto la direzione del professore Marshal Ward, padre di Frank Kingdon-Ward. Frequentò inoltre dei corsi presso il Sind College di Karachi, dove divenne in seguito vice-preside, professore di biologia e lettore in inglese. Durante la prima guerra mondiale, venne assegnato al XIX reggimento di fanteria indiano prima di entrare nel sistema educativo indiano alla fine della guerra. Tra il 1923 e il 1926, diresse la scuola inglese di Gyantse in Tibet. La scuola aprì l'8 novembre 1923 con 30 alunni tibetani, tutti ragazzi tra gli 8 e i 18 anni, ai quali Ludlow insegnò per tre anni inglese, geografia ed aritmetica. La scuola chiuse nel novembre 1926, quando Ludlow lasciò il Tibet. Si congedò nel 1927, partendo per Srinagar nel Kashmir e viaggiando molto nell'Himalaya fino al Tibet. Nel 1929, incontrò George Sherriff nel corso di una visita al console generale Frederick Williamson, con il quale effettuò numerose spedizioni. In seguito fu alla guida della missione britannica a Lhasa tra il 1942 ed il 1943.
Durante il suo soggiorno in India, Ludlow studiò la storia naturale del Paese e collezionò campioni botanici e ornitologici. I 7000 uccelli che raccolse sono oggi conservati al Museo di storia naturale di Londra. Alcune specie come la fulvetta di Ludlow, la farfalla Bhutanitis ludlowi e vari altri taxa, tra cui una sottospecie del riccio del deserto, Paraechinus aethiopicus ludlowi (diffuso nella regione di Hīt, in Iraq), sono stati battezzati così in suo onore.

## Pubblicazioni
- (EN) Frank Ludlow, Mallard breeding in the Karachi Zoo, 23(3): 584, J. Bombay Nat. Hist. Soc., 1915.
- (EN) Frank Ludlow, Breeding of the Marbled Teal Marmaronetta angustirostris and other birds at Sonmeani, Baluchistan, 24(2): 368-369, J. Bombay Nat. Hist. Soc., 1916.
- (EN) Frank Ludlow, Notes on the nidification of certain birds in Ladak, 41(3): 666, J. Bombay Nat. Hist. Soc., 1920.
- (EN) Frank Ludlow, The Whooper Swan (Cygnus cygnus), 41(3): 666, J. Bombay Nat. Hist. Soc., 1920.
- (EN) Frank Ludlow, Dongtse, or stray bird notes from Tibet, 33(1): 78-83, J. Bombay Nat. Hist. Soc., 1928.
- (EN) Frank Ludlow, Birds of the Gyantse neighbourhood, southern Tibet, Ibis 12 4(2): 211-232, J. Bombay Nat. Hist. Soc., 1928.
- (EN) Frank Ludlow e Norman Boyd Kinnear, A contribution to the ornithology of Chinese Turkestan. Part I, Ibis 13 3(2): 240-259, 1933.
- (EN) Frank Ludlow e Norman Boyd Kinnear, A contribution to the ornithology of Chinese Turkestan. Part II, Ibis 13 3(3): 440-473, 1933.
- (EN) Frank Ludlow e Norman Boyd Kinnear, A contribution to the ornithology of Chinese Turkestan. Part III, Ibis, 13(3): 658-694, 1933.
- (EN) Frank Ludlow e Norman Boyd Kinnear, A contribution to the ornithology of Chinese Turkestan. Part IV, Ibis 13 4(1): 95-125, 1934.
- (EN) Frank Ludlow, Catching of Chikor [Alectoris graeca chukar (Gray)] in Kashmir, 37(1): 222, J. Bombay Nat. Hist. Soc., 1934.
- (EN) Frank Ludlow e Norman Boyd Kinnear, The birds of Bhutan and adjacent territories of Sikkim and Tibet, Ibis 14 1(1): 1-46, 1937.
- (EN) Frank Ludlow e Norman Boyd Kinnear, The birds of Bhutan and adjacent territories of Sikkim and Tibet Part II, Ibis 14 1(1): 1-46.1(2):249-293, 1937.
- (EN) Frank Ludlow e Norman Boyd Kinnear, The birds of Bhutan and adjacent territories of Sikkim and Tibet Part III, Ibis 14 1(3): 467-504, 1937.
- (EN) Frank Ludlow, The Long-tailed Duck (Clangula hyemalis) in Kashmir, 1940.
- (EN) Frank Ludlow e Norman Boyd Kinnear, Systematic notes on Indian birds - V, 14 4(1): 147-150, 1940.
- (EN) Frank Ludlow e Norman Boyd Kinnear, The birds of South-Eastern Tibet, Ibis 86(1): 43-86, 1944.
- (EN) Frank Ludlow, The Persian Ground Chough (Podoces pleskei), 45(2): 233-234, J. Bombay Nat. Hist. Soc., 1945.
- (EN) Frank Ludlow, The birds of Lhasa, Ibis 92(1): 34-45, 1950.
- (EN) Frank Ludlow, The birds of Kongbo and Pome, South-East Tibet, Ibis 93(4): 547-578, 1951.